# Wilhelm Ludwig Hosch
Wilhelm Ludwig Hosch (* 20. September 1750 in Hornberg; † 10. August 1811 in Aidlingen) war ein deutscher pietistischer Theologe und Kirchenlieddichter.

## Leben
Als Sohn eines Pfarrers wurde Wilhelm Ludwig Hosch am 20. September 1750 in Hornberg geboren. Er wurde auf der Lateinschule zu Bad Urach vorgebildet, danach besuchte er die Schulen der Klöster Blaubeuren und Maulbronn. Seit 1768 studierte er an der Universität Tübingen und kehrte danach in seine Heimatstadt zurück, wo er Vikar seines Vaters wurde. Seit dieser Zeit hatte er Briefkontakt mit dem Pfarrer Johann Friedrich Flattich. Nachdem der Vater verstorben war, wirkte Hosch seit 1778 als Pfarrverweser.
1781 wurde er als Pfarrer nach Gächingen berufen. Dort gründete er einen Bürgerverein und eine Leihkasse als Schritt gegen Bettelei und das Wirtshausleben. Auch geistlich erneuerte er die Gemeinde; er wandelte sie zu einer lebendigen, kirchengesinnten. Zudem war er bestrebt, sie ökonomisch zu fördern, indem er eine „Gemeindebaumschule mit guten Sorten“ anzulegen gedachte. Seit 1800 wirkte er in  Aidlingen.
Hosch gehörte der Bengelschen Schule an. Er wandelte seine Gemeinde insbesondere durch die Predigt, er predigte, so Friedrich Wilhelm Bautz, einfach, aber eindringlich. Seine Predigten trafen genau die Sprache des Volkes, er verwendete Metaphern, Sprüche und Gleichnisse. Besonders aber kümmerte er sich auch um die Jugend. Er suchte ihr neben der geistlichen Lehre auch eine „praktische Lebensklugheit“ zu vermitteln, wozu die „praktische Rechenkunst“ gehörte. Auch galt er als geschickter Lehrer.
Hosch dichtete außerdem Kirchenlieder, die zum Teil in der Sammlung geistlicher Lieder von Christian Gottlob Pregizer abgedruckt wurden. Eines seiner Lieder wurde auch in das Württemberger Gesangbuch aufgenommen.

## Werke
- Katechismus für Nachdenkende oder Fragen ohne Antwort über den Religions-Unterricht. Ein Geschenk für Konfirmanden (1801)
- Werdet gute Rechner und Denker! oder kurzer Unterricht in Fragen und Beispielen (Tübingen 1804; weitere Auflage Mannheim 1818)
- Ich will nicht alle Morgen